# Alexander Macdonald (homme politique britanno-colombien)
Pour les articles homonymes, voir Alexander Macdonald et Macdonald.
Alexander Barrett Macdonald (21 octobre 1918-5 mars 2014) est un homme politique canadien en Colombie-Britannique. Il est député fédéral néo-démocrate de la circonscription britanno-colombienne de Vancouver Kingsway de 1957 à 1958.
Il est également député provincial néo-démocrate de Vancouver East de 1960 à 1986. Durant cette période, il sert comme procureur général de la Colombie-Britannique dans le gouvernement du premier ministre Dave Barrett de 1972 à 1975.

## Biographie
Né à Vancouver en Colombie-Britannique, Macdonald étudie à l'Université de la Colombie-Britannique et à l'Osgoode Hall Law School de Toronto. Durant la Seconde Guerre mondiale, il travaille pour le département de l'approvisionnement et des munitions à Ottawa. Après la guerre, il sert comme secrétaire de M. J. Coldwell et pratique le droit en Ontario pendant une brève période. En 1948, il ouvre son propre cabinet à Vancouver.
Macdonald écrit également trois livres, My Dear Legs  (ISBN 0-919573-39-8), Alex in Wonderland  (ISBN 0-921586-28-0), et Outrage: Canada's Justice System on Trial  (ISBN 1-55192-230-4).